# Pardosa danica
Pardosa danica är en spindelart som först beskrevs av Thorwald Julius Sørensen 1904.  Pardosa danica ingår i släktet Pardosa och familjen vargspindlar.
Artens utbredningsområde är Danmark. Inga underarter finns listade i Catalogue of Life.